# BIM (zangeres)
Abimbola "Bim" Amoako-Gyampah (september 1980) is een Britse zangeres en dominee.

## Carrière
Amoako-Gyampah is vooral bekend voor haar werk met de band Bastille. Zo was ze te horen op de single Joy en speelde ze mee in de video van het nummer. Frontman van de band Dan Smith leerde Amoako-Gyampah in 2017 kennen tijdens hun georkestreerde ReOrchestrated-optreden in Union Chapel, en wilde vervolgens haar stem op het nummer Joy. Sinds het album Doom Days is ze regelmatig te horen op nummers van de band, onder andere met een feature op het nummer Future Holds. Ook bij liveoptredens, waaronder hun MTV Unplugged-show, is ze sindsdien zeer regelmatig van de partij.
Amoako-Gyampah werkte ook samen met Elton John, zo was ze als achtergrondzangeres te horen op het nummer Never Too Late dat hij maakte voor de soundtrack van de Disneyfilm The Lion King uit 2019.
Naast Bastille en Elton John werkte ze onder meer samen met bekende namen als High Contrast, Jamie Cullum, Jessie Ware, Nile Rodgers, Chaka Khan, Popcaan en Tom Grennan. Begin 2021 bracht ze haar eerste solo-EP uit, getiteld Beauty in Chaos. Ze schreef en zong alles alleen.

### Koorleider voor het Britse koningshuis
Amoako-Gyampah was coördinator en lid van The Kingdom Choir dat in 2018 optrad in St George's Chapel tijdens het huwelijk van prins Harry en Meghan Markle. Het koor zong This Little Light of Mine, een populair gospelnummer, en Stand by Me, oorspronkelijk gezongen door Ben E. King. Het was prins Charles die graag een gospeloptreden wilde op het huwelijk, en Amoako-Gyampah werd aangesteld om alles in goede banen te leiden. Ze koos ook de kleuren van de outfits.
Ook bij de kroning van Charles III en Camilla in 2023 koos koning Charles voor Amoako-Gyampah om The Ascension Choir te leiden bij hun optreden in Westminster Abbey. Ze zongen hier Alleluia (O Sing Praises).

### Dominee in Brussel
Sinds 2002 is Amoako-Gyampah dominee, na de opleiding hiertoe te hebben gevolgd aan de Pistis School of Ministry. Ze is getrouwd met pastor Frank Amoako-Gyampah, waarmee ze een tweeling kreeg. Samen zijn ze onder meer actief bij Parole de Vie in Brussel. Ze kwam voor het eerst in aanraking met zang in de kerk.